# Arasz Rezawand
Arasz Rezawand (pers. ‏آرش رضاوند‎, ur. 5 października 1993 w Teheranie) – irański piłkarz, grający na pozycji ofensywnego pomocnika w irańskim klubie Fulad Ahwaz, do którego jest wypożyczony z Esteghlalu Teheran. Młodzieżowy reprezentant Iranu.